# Dmitri Strélnikov
Dmitri Aleksándrovich Strélnikov (Ruso: (ortografía completa) Дми́трий Алекса́ндрович Стре́льников-Ана́ньин Семиреченский); nació en la Unión Soviética, en el año 1969. Escritor ruso y polaco, biólogo, reportero de televisión, y periodista de radio y prensa. Actualmente vive en Polonia. Licenciado en Matemáticas por la Universidad Estatal de M. V. Lomonósov de Moscú, y en Biologías por la Universidad de Varsovia.

## Discografía
- 2005 – Российские барды, диск 5 (Cantautores Rusos, disco 5), Moroz Records, Moscú.